# 桃園市公車188路
桃園市公車188路，由桃園客運營運，起點為桃園客運總站，終點為中正藝文特區。

## 歷史
- 2015年10月8日正式行駛，原每日發車60次，至2018年9月已縮減為30次。[2][3][4][5]

## 路線
參見右側路線圖